# جيمي كوين (لاعب كرة قدم)
جيمي كوين (بالإنجليزية: Jimmy Quinn)‏ (8 يوليو 1878 في المملكة المتحدة - 21 نوفمبر 1945) هو لاعب كرة قدم بريطاني (وحمل سابقاً جنسية المملكة المتحدة لبريطانيا العظمى وأيرلندا) في مركز الهجوم. شارك مع منتخب اسكتلندا لكرة القدم. أما مع النوادي، فقد لعب مع نادي سلتيك.

## مسيرته الكروية
لعب جيمي كوين خلال مسيرته الاحترافية مع نادِ واحدٍ في خمسة عشر موسمًا وسجل خلالها 188 هدف ضمن 272 مباراة. حيث فاز في ستة مواسم بالكأس وفي ثمانية مواسم بالدوري.
خاض جيمي كوين مسيرته مع نادي سلتيك في موسم 1900–01 ليلعب معه خمسة عشر موسمًا، مشاركًا في 272 مباراة سجل خلالها 188 هدف.

## وصلات خارجية
- جيمي كوين على موقع الاتحاد الإسكتلندي (الإنجليزية)
- جيمي كوين على موقع ناشيونال فوتبول تيمز (الإنجليزية)